# Aghvan Grigoryan
Pour les articles homonymes, voir Grigoryan.
Aghvan Grigoryan (en arménien : Աղվան Գրիգորյան), né le 11 février 1969 à Gyumri, est un haltéréophile arménien. Il a notamment participé aux Jeux olympiques d'été de 1996 en moins de 99 kg. Il fut à l'occasion de ces jeux, le porte-drapeau olympique de la délégation arménienne. Il est en 2014, l'un des entraîneurs de la fédération australienne d'haltérophilie.